# Bảo tàng Kỹ thuật Thành phố ở Kraków

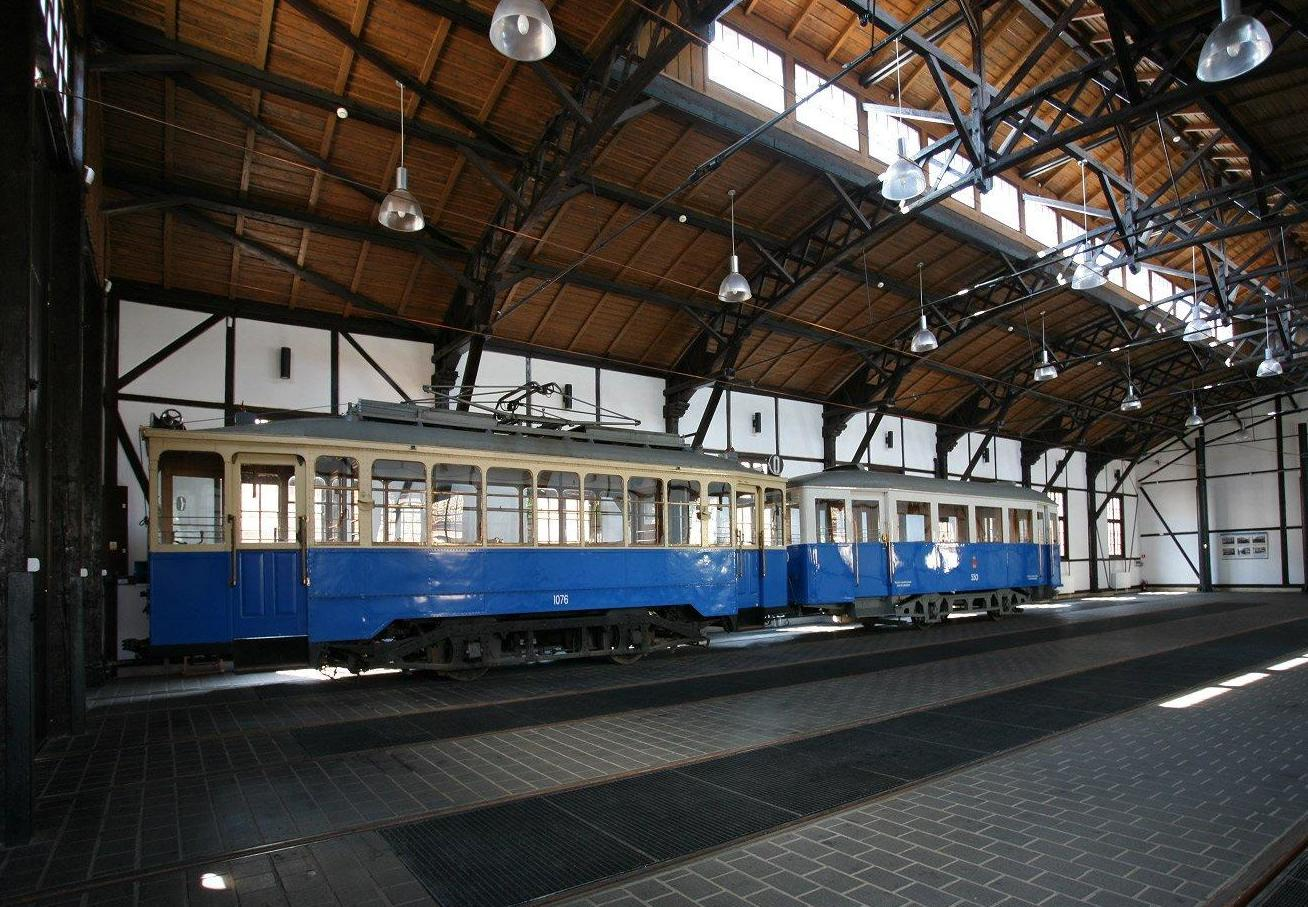
Một phần của triển lãm

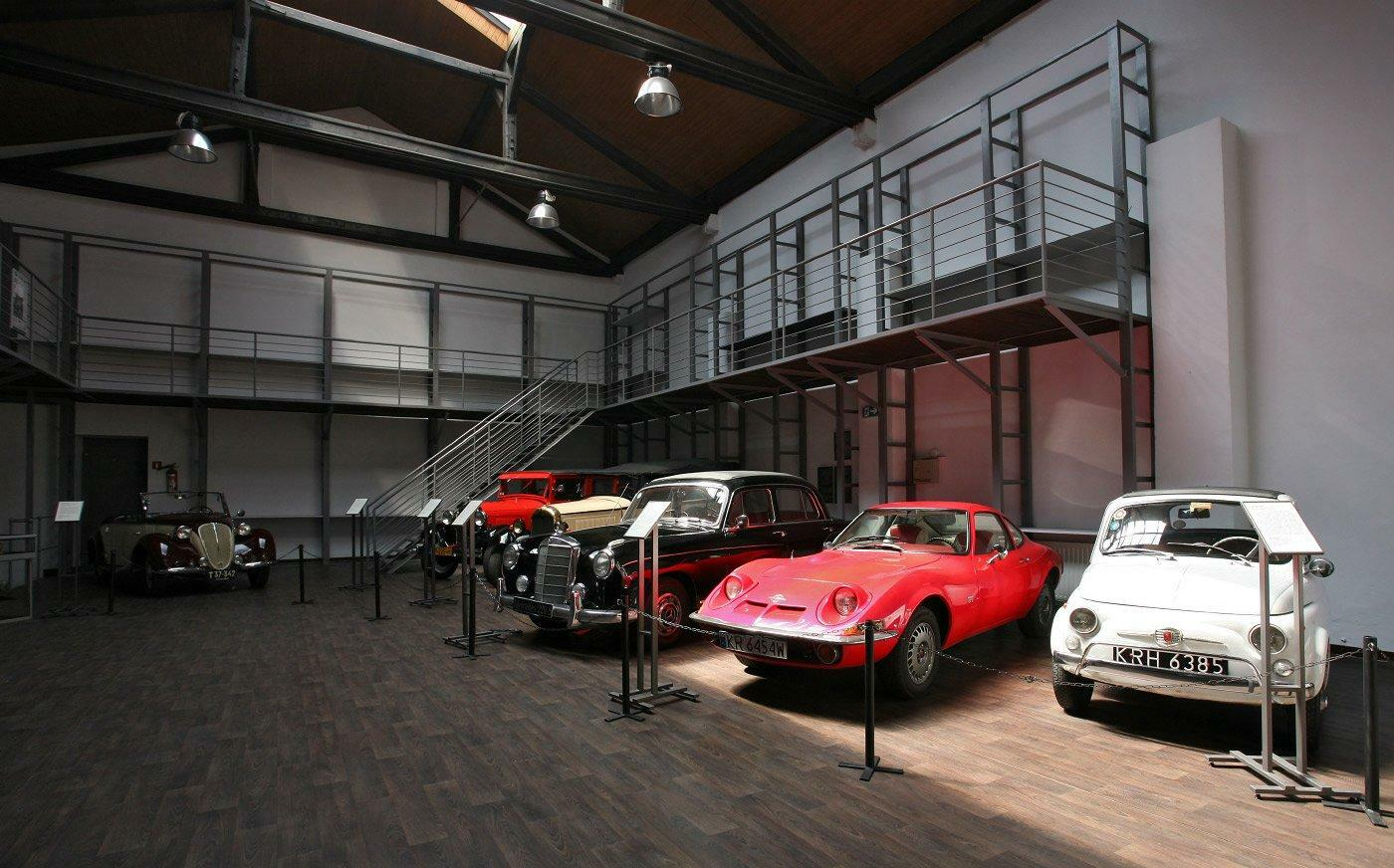
Một phần của triển lãm

Bảo tàng Kỹ thuật Thành phố ở Kraków (tiếng Ba Lan: Muzeum Inżynierii Miejskiej w Krakowie) là một bảo tàng cấp thành phố tọa lạc tại số 15 Phố Wawrzyńca ở trung tâm quận Kazimierz lịch sử ở Kraków, Ba Lan. Hiện tại, không gian trưng bày của Bảo tàng Kỹ thuật Thành phố có diện tích là 3.200 m².

## Lược sử hình thành
Chính quyền thành phố Kraków thành lập Bảo tàng Kỹ thuật Thành phố vào ngày 1 tháng 10 năm 1998. Bảo tàng nằm trong tòa nhà trước đây là một kho chứa xe điện. Bảo tàng được thành lập nhằm mục đích ghi nhận và phổ biến lịch sử về kỹ thuật, giao thông và tiến bộ công nghệ của thành phố Kraków.

## Triển lãm
Bảo tàng Kỹ thuật Thành phố thu thập và triển lãm các hiện vật kỹ thuật liên quan đến lịch sử phát triển công nghệ, công nghiệp, giao thông công cộng và kỹ thuật đô thị ở Krakow. Các bộ sưu tập nổi bật được giới thiệu tại triển lãm bao gồm: Xe điện đến Wawrzyńca, Motokultura, Xe siêu nhỏ của Ba Lan, Kraków - một thành phố đầy tham vọng, 110 năm xe điện ở Kraków, Radio và TV của Ba Lan và nhiều bộ sưu tập khác.
Bảo tàng Kỹ thuật Thành phố còn bao gồm nhiều thiết bị hỗ trợ giáo dục và trưng bày. Bảo tàng không chỉ hấp dẫn với trẻ em đang độ tuổi đi học mà còn hấp dẫn cả người lớn.